# Super Bowl XXVIII
O Super Bowl XXVIII foi a partida que decidiu a temporada de 1993 da NFL, realizada no Georgia Dome, na cidade de Atlanta, em Geórgia, no dia 30 de janeiro de 1994. Na decisão, o Dallas Cowboys, representante da NFC, bateu o Buffalo Bills, representante da AFC por 30 a 13, garantindo o seu segundo título consecutivo, o quarto Super Bowl na história da franquia. Já os Bills perderam o quarto Super Bowl de sua história (XXV, XXVI, XXVII, XXVIII) e esta foi a última vez que eles foram para a final. O MVP da partida foi o running back do time vencedor, Emmitt Smith. Como a temporada regular de 1993 durou 18 semanas (duas semanas de folga por equipe), a tradicional bye week entre os jogos do campeonato da conferência e o Super Bowl não foi empregada; a última vez que isso aconteceu foi antes do Super Bowl XXV.
Esta é a única vez que as mesmas duas equipes se enfrentaram em Super Bowls consecutivos. O atual campeão Cowboys tinham terminado a temporada regular com doze vitórias e quatro derrotas, apesar de terem alguns jogadores chave machucados. Os Bills haviam chegado ao seu quarto Super Bowl seguido, mas ainda buscavam seu primeiro título. Eles também tinham terminado aquele ano com doze vitórias em dezesseis jogos, muito devido ao seu ataque rápido e dinâmico.
Após estar perdendo por 13 a 6 no intervalo, os Cowboys marcaram 24 pontos seguidos no segundo tempo. Os Bills tinham construído sua vantagem com o único touchdown que haviam marcado no jogo, um de 4 jardas pelo running back Thurman Thomas. Mas com 45 segundos no relógio do terceiro quarto, Thomas perdeu a bola e o safety de Dallas, James Washington, retornou o fumble para um touchdown de 46 jardas e empataram o jogo. Daquele momento em diante, os Cowboys dominaram a partida, com o running back Emmitt Smith, que foi nomeado MVP do Super Bowl, tendo uma excelente performance. Na próxima posse dos Cowboys, Smith pegou a bola sete vezes das oito jogadas do drive, avançando sozinho 64 jardas, terminando em um touchdown de 15 jardas. Ele também marcou um touchdown de uma jarda no quarto período. No total, Smith carregou a bola 30 vezes para 132 jardas e dois touchdowns, também fazendo quatro recepções para 26 jardas.

## Pontuações
- DAL - FG: Eddie Murray, 41 jardas 3-0 DAL
- BUF - FG: Steve Christie, 54 jardas 3-3
- DAL - FG: Eddie Murray, 24 jardas 6-3 DAL
- BUF - TD: Thurman Thomas, corrida de 4 jardas (ponto extra: chute de Steve Christie) 10-6 BUF
- BUF - FG: Steve Christie, 28 jardas 13-6 BUF
- DAL - TD: James Washington, 46 jardas, retornando um fumble (ponto extra: chute de Eddie Murray) 13-13
- DAL - TD: Emmitt Smith, corrida de 17 jardas (ponto extra: chute de Eddie Murray) 20-13 DAL
- DAL - TD: Emmitt Smith, corrida de 1 jarda (ponto extra: chute de Eddie Murray) 27-13 DAL
- DAL - FG: Eddie Murray, 20 jardas 30-13 DAL